# Внезапно, миналото лято
„Внезапно, миналото лято“ (на английски: Suddenly, Last Summer) е американски филм от 1959 година на режисьора Джоузеф Манкевич с участието на Елизабет Тейлър, Катрин Хепбърн и Монтгомъри Клифт. Създаден е по мотиви от едноименната пиеса на Тенеси Уилямс.

## Сюжет
Ню Орлийнс, 1937 година. Катрин Холи (Елизабет Тейлър) е млада жена, която е институционализирана заради тежко емоционално разстройство, вледствие смъртта на нейния братовчед Себастиян Венейбъл, загинал при съмнителни обстоятелства, докато е на почивка в Европа. Неговата заможна майка, Вайълет Венейбъл (Катрин Хепбърн) прави всичко възможно да скрие жалката истина за живота на сина си и неговата кончина. Тя се опитва да подкупи директора на щатската болница, доктор Лоурънс Хокстейдър (Албърт Декър), предлагайки му да финансира изграждането на ново крило в лечебното заведение, ако той убеди блестящия си млад хирург, доктор Джон Кукрович (Монтгомъри Клифт), да направи лоботомия на нейната племенница за да премахне всички шансове истината около смъртта на сина ѝ да излезе наяве от „несвързаното бръщолевене“ на Катрин.
Мисис Венейбъл се среща с доктор Кукрович в прелестната градина, разположена в нейното имение, за да обсъди с него случая на нейната племенница, но в крайна сметка разговора се насочва към Себастиян. Вайълет го описва като поет, чиято единствена професия е изкуството, макар той да е писал само по една поема на година по време на летните месеци и никога не е публикувал творбите си. Тя си припомня предишни ваканции прекарани със сина си. Кукрович се съгласява да посети Катрин и да започне оценка на състоянието ѝ. След завръщането си от Европа преди няколко месеца, тя е затворена в женска психиатрична клиника. Когато Кукрович се среща и разговаря с Катрин, тя се опитва безуспешно да си припомни фактите, довели до смъртта на Себастиян и нейния психически срив, проявявайки желание да го стори.
Съмнявайки се, че Катрин си е загубила разсъдъка, Кукрович решава да я премести в щатската болница и там да продължи наблюдението си върху нея. Майката на Катрин, Грейс (Мерседес Маккембридж) и брат ѝ, Джордж (Гари Реймънд) я посещават в болницата и разбират от Катрин, че Себастиян им е завещал значителна сума пари. Но мисис Венейбъл не е склонна да се раздели с наследството, ако те двамата не подпишат документи, с които ще оставят Катрин на лечение и ще позволят извършването на лоботомията. Разтревожена от тази перспектива, Катрин се опитва да избяга. Тя блуждае върху пешеходния мост, изграден зад мъжката зона за отдих. Когато вратата в другия край на моста се затваря, на Катрин ѝ се налага да си пробива път обратно между мъжете, които се опитват да се качат върху него и да я сграбчат. Разочарована, тя се прибира в стаята си.
Вайълет отива да разбере заключението на Кукрович от неговото наблюдение. Той я убеждава да се срещне лице в лице с Катрин. При последвалата конфронтация между двете, Катрин се опитва да принуди леля си да разкрие истинската природа на връзката си със Себастиян и причината, поради която тя е останала на заден план, а за пътуването в Европа е била предпочетена Катрин, намеквайки, че Себастиян ги е използвал като примамки и че те не са означавали нищо за него. Изненадана от нападките, мисис Венейбъл припада. Катрин използва случая, за да предприеме нов опит за бягство. Тя вижда друг пешеходен мост, преминаващ над женската зона. Бягайки по него, Катрин се качва върху парапета и опитва да скочи, но преди да е успяла да осъществи намерението си, зад гърба ѝ се приближава един санитар (Дейвид Камерън), който я сграбчва и я връща в стаята, където ѝ слага успокоително.
В последен отчаян опит да помогне на Катрин, Кукрович я отвежда в имението на Венейбъл, където пред събралите се на верандата в приличащата на джунгла градина, Вайълет, нейните майка и брат, мис Фоксхил (Мейвис Вилиърс), доктор Хокстейдър и медицинската сестра Бенсън (Патриша Мармонт) ѝ инжектира „серум на истината“, който да накара Катрин да си спомни какво се е случило през лятото. Под въздействието на серума, Катрин започва да си припомня как тя и Себастиян прекарват дните си на плажа в испанския курорт Кабеса де Лобо. Един ден Себастиян започва да я влачи по пясъка към водата, от което белия ѝ плажен костюм изтънява до прозрачност. На това стават свитедели група млади мъже, наблюдавайки случката от съседния обществен плаж и започват да се приближават, но са пресрещнати от Себастиян. Катрин осъзнава, че той е използвал случая за да привлече вниманието на младежите и да им предложи секс с Катрин срещу заплащане. Тъй като се оказва, че момчетата нямат пари, огорчен от неуспеха си, Себастиян заявява, че му е писнало от тъмните сили и че е зажаднял за блондинки, правейки планове да заминат към северните страни. Един горещ слънчев ден, Себастиян и Катрин са обградени от група момчета, които ги молят за пари. Отхвърлени от Себастиян, те се озлобяват и започват да го преследват из улиците на града. Той се опитва да избяга, но момчетата връхлитат върху него като рояк. Накрая е притиснат в ъгъла в руините на древен храм върху един хълм. Катрин трескаво се опитва да догони Себастиян само за да го види притиснат от момчетата. За неин най-голям ужас и отвращение, те го разкъсват и започват да се хранят с плътта му. Катрин крещи за помощ, но никой не се отзовава.
Когато си припомня обстоятелствата около смъртта на Себастиян, Катрин рухва на пода, обляна в сълзи. Шокирана от разказа на Катрин, Вайълет затваря последната стихосбирка на сина си, страниците на която се оказват празни, става бавно от мястото си и хващайки Кукрович за ръката, го нарича „Себастиян“ и му заявява, че не трябва да стоят изложени на слънцето прекалено дълго време, и че те моментално трябва да се качат на кораба и да помолят капитана да отплават надалеч. След като мисис Венейбъл се отдалечава, Кукрович отива да види Катрин, която се е свестила и двамата заедно тръгват из къщата.

## В ролите
| Изпълнител           | Роля                       |
| -------------------- | -------------------------- |
| Елизабет Тейлър      | Катрин Холи                |
| Катрин Хепбърн       | Вайълет Венейбъл           |
| Монтгомъри Клифт     | доктор Джон Кукрович       |
| Албърт Декър         | доктор Лоурънс Хокстейдър  |
| Мерседес Маккембридж | Грейс, майката на Катрин   |
| Гари Реймънд         | Джордж, брата на Катрин    |
| Мейвис Вилиърс       | мис Фоксхил                |
| Патриша Мармонт      | медицинската сестра Бенсън |
| Дейвид Камерън       | санитаря                   |
| Хулиан Угарте        | Себастиян Венейбъл (Фиби)  |

## Награди и номинации
- Награда Златен глобус за най-добра актриса в драма на Елизабет Тейлър от 1960 година.
- Награда Златна чиния на Елизабет Тейлър за най-добра роля от наградите Давид на Донатело през 1960 година.
- Награда Златен Лоуръл на Елизабет Тейлър за най-добро драматично изпълнение на женска роля от 1960 година.
- Награда на Националния борд на кинокритиците в САЩ за един от десетте най-добри филми на годината от 1960 година.
- Номинация за Оскар за най-добра женска роля на Катрин Хепбърн от 1960 година.
- Номинация за Оскар за най-добра женска роля на Елизабет Тейлър от 1960 година.
- Номинация за Оскар за най-добри декори на Оливър Месъл, Уилям Келнър и Скот Слимън от 1960 година.
- Номинация за Златен глобус за най-добра актриса в драма на Катрин Хепбърн от 1960 година.
- Номинация за наградата Бамби на Елизабет Тейлър за най-добра актриса от 1960 година.
- Номинация за Златен Лоуръл на Катрин Хепбърн за най-добро драматично изпълнение на женска роля от 1960 година.
- Номинация за Златен Лоуръл на Бъкстън Ор и Малкълм Арнолд за най-добра музика от 1960 година.[2]